# Arrest Pos/Van den Bosch
Pos/Van den Bosch (HR 17 november 1967, ECLI:NL:HR:1967:AC4789) is de roepnaam van een op 17 november 1967 door de Nederlandse Hoge Raad gewezen arrest, dat betrekking heeft op onrechtmatig handelen door het profiteren door een derde partij van wanprestatie van een contractant. De zaak ging over de vraag of de aanvaarding van de schenking van een stuk grond door Pos tegenover Van den Bosch, die een koopoptie op die grond had, als onrechtmatig beschouwd moest worden. Onder studenten leeft de misvatting dat deze zaak betrekking zou hebben op wilsgebreken, en meer specifiek over misbruik van omstandigheden. Deze opvatting is echter onjuist, nu de zaak slechts speelde tussen Van den Bosch en Pos en niet tussen tante Neel en Pos.
Daarnaast wordt in het arrest geoordeeld dat onder bepaalde omstandigheden ook schadevergoeding in een andere vorm dan geld kan worden gevorderd en toegewezen. Dit is later gecodificeerd in artikel 6:103 BW.

## Casus
Sinds 30 november 1954 pacht Van den Bosch een stuk weiland gelegen aan de Rijksstraatweg onder Baambrugge (gemeente Abcoude) van Gerrit Brouwer.
In het pachtcontract is een clausule opgenomen dat als Brouwer en zijn bij hem inwonende zusters overlijden, Van den Bosch de grond én de boerderij mag kopen.
Gerrit Brouwer en al zijn inwonende zusters overlijden, behalve Neeltje Brouwer.
Een achterneef van haar, Pos, beheert het vermogen van de dan hoogbejaarde vrouw.
In 1963, Neeltje Brouwer is dan 86 jaar, schenkt zij de grond aan Pos, daartoe door hem aangezet. Pos was bekend met de rechten die Van den Bosch op de grond had.
In 1964 overlijdt Neeltje Brouwer. Als Van den Bosch de grond wil kopen blijkt dat Pos hem voor is geweest.
Pos wil niet meewerken aan de overdracht van de grond aan Van den Bosch.

## Rechtsvraag
Is het aannemen van de schenking door Pos onrechtmatig jegens Van den Bosch? (Ja.)

## Procesgang
Van den Bosch probeert nu via de rechtbank zijn gelijk te krijgen. Hij spant (allereerst) een kort geding aan, om onder meer te voorkomen dat de grond verder verkocht wordt. Van den Bosch verliest dit kort geding.
In hoger beroep bij het hof heeft Van den Bosch meer succes. Het hof oordeelt dat, hoewel het in zichzelf nog geen onrechtmatige daad is om te profiteren van de wanprestatie van een ander (in casu Neeltje Brouwer, zij had de grond immers niet mogen vervreemden aan Pos), het in dit geval wel Pos aan te rekenen is. Hij had een grote invloed op haar en maakte zo misbruik van de omstandigheden. Daardoor begaat Pos een onrechtmatige daad ten opzichte van Van den Bosch.
Pos gaat in cassatie tegen de beslissing van het hof. De Hoge Raad verwerpt het beroep.

### Hoge Raad
De Hoge Raad komt tot dezelfde conclusie. De Hoge Raad overwoog:
dat echter onder de door van den Bosch gestelde en door het Hof voorshands voldoende aannemelijk geachte omstandigheden, waaronder enerzijds de omstandigheid dat Pos de optie kende en zich bewust moet zijn geweest van het aanmerkelijk nadeel dat van den Bosch zou lijden, indien het hem onmogelijk zou worden gemaakt daarvan gebruik te maken, anderzijds de bijzondere vertrouwenspositie die Pos ten opzichte van de 86-jarige Neeltje Brouwer innam en de invloed die hij op haar kon uitoefenen, 's Hofs oordeel dat Pos jegens van den Bosch onrechtmatig heeft gehandeld door de schenking te aanvaarden, rechtens juist is;
Wat betreft de mogelijkheid van vordering tot levering uit onrechtmatige daad overwoog de Hoge Raad:
dat de bedrijver van een onrechtmatige daad kan worden veroordeeld om tot vergoeding van de door hem toegebrachte schade aan de benadeelde een geldsom te betalen, maar hij ook zo de benadeelde dit vordert en de rechter het een passende vorm van schadevergoeding acht, kan worden veroordeeld om ten behoeve van de benadeelde een andere prestatie te verrichten, welke geschikt is om de aangebrachte schade weg te nemen;